# Flemming Jensen (borgmester i Høje-Taastrup Kommune)
 Der er flere personer med dette navn, se Flemming Jensen (flertydig).
Flemming Jensen (28. februar 1928 i København – 10. oktober 2002) var en dansk politiker og lærer.
Han var søn af isenkræmmer Chr. L Jensen (død 1962) og hustru Ellen født Moses (død 1935), tog realeksamen fra Sorø Akademis skole 1945 og blev student fra Svendborg Gymnasium 1948. Han var lærer ved Tåstrup Realskole fra 1956, var en årrække faglærer i dansk, engelsk og historie og blev overlærer.
Jensen var konservativ politiker; han var landsformand for Konservative Gymnasiaster 1948-50, borgmester i Høje-Taastrup Kommune 1962-78 og igen 1982-83, medlem af Københavns Amtsråd 1970-71 og og medlem af Folketinget for Glostrupkredsen fra 1971 indtil jordskredsvalget 1973 og igen fra 1979 til 1990. Han forlod borgmesterposten 1983, da arbejdspresset forbundet med dobbeltmandatet blev for stort. Efterfølgeren blev Ebbe Korvin.
Han var desuden formand for Foreningen Norden i Taastrup 1964-66, medlem af bestyrelsen for Foreningen af kommuner i Københavns Amt fra 1962 og medlem af repræsentantskabet for Forstædernes Bank fra 1965. Han var Ridder af Dannebrog.
Han blev 14. november 1953 gift med Inger Margrethe Andersen (født 26. april 1932), datter af handelsgartner Johs. Andersen og hustru Ellen Margrethe født Eriksen.